# 筏井甚吉
筏井 甚吉（いかだい じんきち、1867年9月12日（慶応3年8月15日） - 1914年（大正3年）2月19日）は、日本の政治家、衆議院議員（1期）。

## 経歴
富山県出身。漢学を学ぶ。高岡市会議員、同議長、同参事会員、富山県会議員、高岡市長となる。また、中越汽船(株)、高岡貯蓄銀行各取締役、高岡電燈(株)、高岡銀行各監査役、高岡市教育会長、富山県工業会副会頭を務めた。
1908年の第10回衆議院議員総選挙において高岡市選挙区から立憲政友会公認で立候補して当選した。1912年の第11回衆議院議員総選挙には出馬しなかった。1914年に死去した。